# Amphimoea
Amphimoea é um gênero de mariposa pertencente à família Sphingidae.